# Las niñas
Las niñas (Nederlands: De meisjes) is een Spaanse film uit 2020, geregisseerd en geschreven door door Pilar Palomero.

## Verhaal
Celia, een 11-jarig meisje, studeert op een katholieke school en woont bij haar moeder, een 30-jarige weduwe. Ze voelt zich regelmatig buitengesloten, maar dat verandert wanneer ze een nieuw klasgenootje krijgt.

## Rolverdeling
| Acteur            | Personage      |
| ----------------- | -------------- |
| Andrea Fandos     | Celia          |
| Natalia de Molina | Celia's moeder |
| Zoé Arnao         | Brisa          |
| Julia Sierra      | Cristina       |
| Carlota Gurpegui  | Vanessa        |
| Ainara Nieto      | Clara          |
| Elisa Martínez    | Leyre          |

## Ontvangst

### Recensies
Op Rotten Tomatoes geeft 100% van de 8 recensenten de film een positieve recensie, met een gemiddelde score van 8,80/10.

### Prijzen en nominaties
Een selectie:
| Jaar | Prijs                           | Categorie                  | Genomineerde                   | Resultaat   |
| ---- | ------------------------------- | -------------------------- | ------------------------------ | ----------- |
| 2021 | Premios Goya (35ste uitreiking) | Beste film                 | Las niñas                      | Gewonnen    |
| 2021 | Premios Goya (35ste uitreiking) | Beste vrouwelijke bijrol   | Natalia de Molina              | Genomineerd |
| 2021 | Premios Goya (35ste uitreiking) | Beste origineel scenario   | Pilar Palomero                 | Gewonnen    |
| 2021 | Premios Goya (35ste uitreiking) | Beste debuterend regisseur | Pilar Palomero                 | Gewonnen    |
| 2021 | Premios Goya (35ste uitreiking) | Beste camerawerk           | Daniela Cajías                 | Gewonnen    |
| 2021 | Premios Goya (35ste uitreiking) | Beste montage              | Sofi Escudé                    | Genomineerd |
| 2021 | Premios Goya (35ste uitreiking) | Beste artdirector          | Mónica Bernuy                  | Genomineerd |
| 2021 | Premios Goya (35ste uitreiking) | Beste kostuums             | Arantxa Ezquerro               | Genomineerd |
| 2021 | Premios Goya (35ste uitreiking) | Beste origineel nummer     | Carlos Naya ("Lunas de papel") | Genomineerd |